# Korsunți, Odesa
Korsunți (în ucraineană Корсунці) este un sat în comuna Krasnosilka din raionul Odesa, regiunea Odesa, Ucraina.

## Demografie
Componența lingvistică a localității Korsunți
     Ucraineană (80,6%)
     Rusă (14,72%)
     Romani (2,93%)
     Alte limbi (1,29%)
Conform recensământului din 2001, majoritatea populației localității Korsunți era vorbitoare de ucraineană (80,6%), existând în minoritate și vorbitori de rusă (14,72%) și romani (2,93%).